# Hornsø
Hornsø er en lille , cirka 30 hektar stor brakvandssø beliggende vest for Lem Vig, cirka 3 km nordvest for byen Lemvig i Vestjylland. Den har forbindelse med Lem Vig, og dermed Nissum Bredning i Limfjorden via en 400 meter lang kanal. Der er mange fugle både sommer og vinter, både fiskehejrer, og lappedykkere, vadefugle, og især i vinterhalvåret raster et stort antal andefugle i søen. Der er også mulighed for lystfiskeri, efter blandt andet bækørred, helt, skrubbe og ål.
Sydøst for Hornsø ligger et stort feriecenter med campingplads, marina, hotel og golfbane mm. Nord for søen er der et stort sommerhusomåde.
56°34′3″N 8°17′1″Ø / 56.56750°N 8.28361°Ø